# Hall of the Mountain King
A Hall of the Mountain King az amerikai Savatage metalegyüttes 1987-ben megjelent nagylemeze. Az anyag produceri teendőit Paul O’Neill látta el, aki az előző album sikertelensége után, nagymértékben befolyásolta az együttes későbbi zenei irányvonalát. A Hall of the Mountain King mind a kritikusok, mind a rajongók szerint az egyik legerősebb Savatage album, mely átmenetet képez a zenekar 1980-as évekbeli hangzása és az 1990-es években készült lemezei között. A korong a mai napig az egyik legismertebb Savatage album, melyen zenei szempontból újdonságot jelentett a komolyzenei hatások megjelenése. Ezen hatások leginkább a Prelude to Madness című instrumentális dalban érhetőek tetten.
Az anyag legismertebb felvétele a címadó Hall of the Mountain King, mely az évek során a zenekar himnuszává, valamint a műfaj klasszikusává vált. Erre a dalra készítették el első videóklipjüket is . A korongon olyan klasszikus zeneszerzők legendássá vált melódiáit hasznosították újra, mint a norvég Edvard Grieg vagy az angol Gustav Holst. Előbbi Hall of the Mountain King, utóbbi A bolygók című művéből.
Újdonságot jelentett a Last Dawn című instrumentális dal is, mely egy akusztikus szerzemény.
A Strange Wings dalban az a Ray Gillen vokálozik, aki egy ideig a Black Sabbath, majd a Badlands frontembere volt.
Ez az első Savatage album, melynek Gary Smith készítette a borítóját. A lemez sikert aratott a rajongók és a kritikusok körében, mellyel sikerült a Fight for the Rock album révén elidegenített rajongóikat meggyőzniük.

## Dalok
1. "24 Hours Ago"  – 4:56
2. "Beyond the Doors of the Dark"  – 5:07
3. "Legions"  – 4:57
4. "Strange Wings"  – 3:45
5. "Prelude to Madness"  – 3:13
6. "Hall of the Mountain King"  – 5:55
7. "The Price You Pay"  – 3:51
8. "White Witch"  – 3:21
9. "Last Dawn"  – 1:07
10. "Devastation"  – 3:37

### 1997-es CD kiadás bónuszai
1. "Stay" – 2:48

### 2002-es CD kiadás bónuszai
1. "Hall of the Mountain King (koncertfelvétel)" – 6:00
2. "Devastation (koncertfelvétel)" – 3:36

## Zenészek
Érdekesség, hogy a lemezen olvasható listán a tagokhoz nem a hangszereiket, hanem maguk által kitalált megjelöléseket társítottak.
- Jon Oliva – "The Grit" (ének, zongora)
- Criss Oliva – "The Crunch" (gitár)
- Steve Wacholz – "The Cannons" (dob, ütőhangszerek)
- Johnny Lee Middleton – "The Thunder" (basszusgitár, háttérvokál)
- Chris Caffery – gitáros (csak koncerteken)
- Robert Kinkel – billentyűs hangszerek
- Ray Gillen – vokál a "Strange Wings" c. dalban